# Masashi Watanabe
Masashi Watanabe (渡辺 正?, Watanabe Masashi; Hiroshima, 11 gennaio 1936 – 7 dicembre 1995) è stato un allenatore di calcio e calciatore giapponese.

## Carriera

### Calciatore

#### Club
Dopo gli studi liceali nella Hiroshima Motomachi High School (dove ebbe modo di formarsi calcisticamente), iniziò a lavorare alla Yawata Iron & Steel ottenendo anche un posto nel club calcistico aziendale. Iscrittosi all'Università di Rikkyō, Watanabe militò nel club calcistico dell'ateneo fino al 1962 quando, al termine del percorso di studi, ritornò allo Yawata Steel con cui vinse la Coppa dell'Imperatore nel 1964 e partecipò alle prime edizioni della Japan Soccer League. Si ritirò dal calcio giocato nel 1971 dopo aver ricoperto, a partire dal 1969, il duplice ruolo di allenatore-giocatore della squadra (nel frattempo rinominatasi in Nippon Steel).

#### Nazionale
Conta 39 presenze e 12 reti, partecipando alle Olimpiadi di Tokyo e di Città del Messico, nella seconda sarà autore due reti, la prima nel pareggio per 1-1 contro il Brasile nella fase a girone, e poi segnerà il gol del 3-1 nella vittoria contro la Francia ai quarti di finale, infine otterrà una medaglia di bronzo conclusa la competizione.

### Allenatore
Già assunto come allenatore del Nippon Steel nel 1969, mantenne il proprio incarico anche dopo il ritiro dal calcio giocato 1971, fino al 1975. Entrato nello staff tecnico della JFA, divenne nel 1979 assistente del commissario tecnico Yukio Shimomura: in seguito alle dimissioni presentate da Shimomura nel 1980, Watanabe prese la guida tecnica della nazionale, ma fu costretto ad abbandonare dopo pochi mesi a causa di gravi problemi di salute (fu colto da una emorragia subaracnoidea). In seguito a ciò, Watanabe diradò le proprie apparizioni nell'ambiente calcistico (con una parentesi nel 1984, quando allenò il club calcistico dell'Università di Rikkyō) fino alla sua morte, avvenuta il 7 dicembre 1995 all'età di 59 anni.

## Statistiche

### Presenze e reti nei club
| Stagione | Squadra      | Campionato | Campionato | Campionato |
| Stagione | Squadra      | Comp       | Pres       | Reti       |
| -------- | ------------ | ---------- | ---------- | ---------- |
| 1965     | Yawata Steel | JSL        | ?          | ?          |
| 1966     | Yawata Steel | JSL        | ?          | ?          |
| 1967     | Yawata Steel | JSL        | ?          | ?          |
| 1968     | Yawata Steel | JSL        | ?          | ?          |
| 1969     | Yawata Steel | JSL        | ?          | ?          |
| 1970     | Nippon Steel | JSL        | ?          | ?          |
| 1971     | Nippon Steel | JSL        | ?          | ?          |
|          | Totale       |            | 79         | 19         |

## Palmarès

### Club
- Coppa dell'Imperatore: 1

1964

### Nazionale
- Bronzo olimpico: 1

Città del Messico 1968